# 克孜勒阿爾巴特

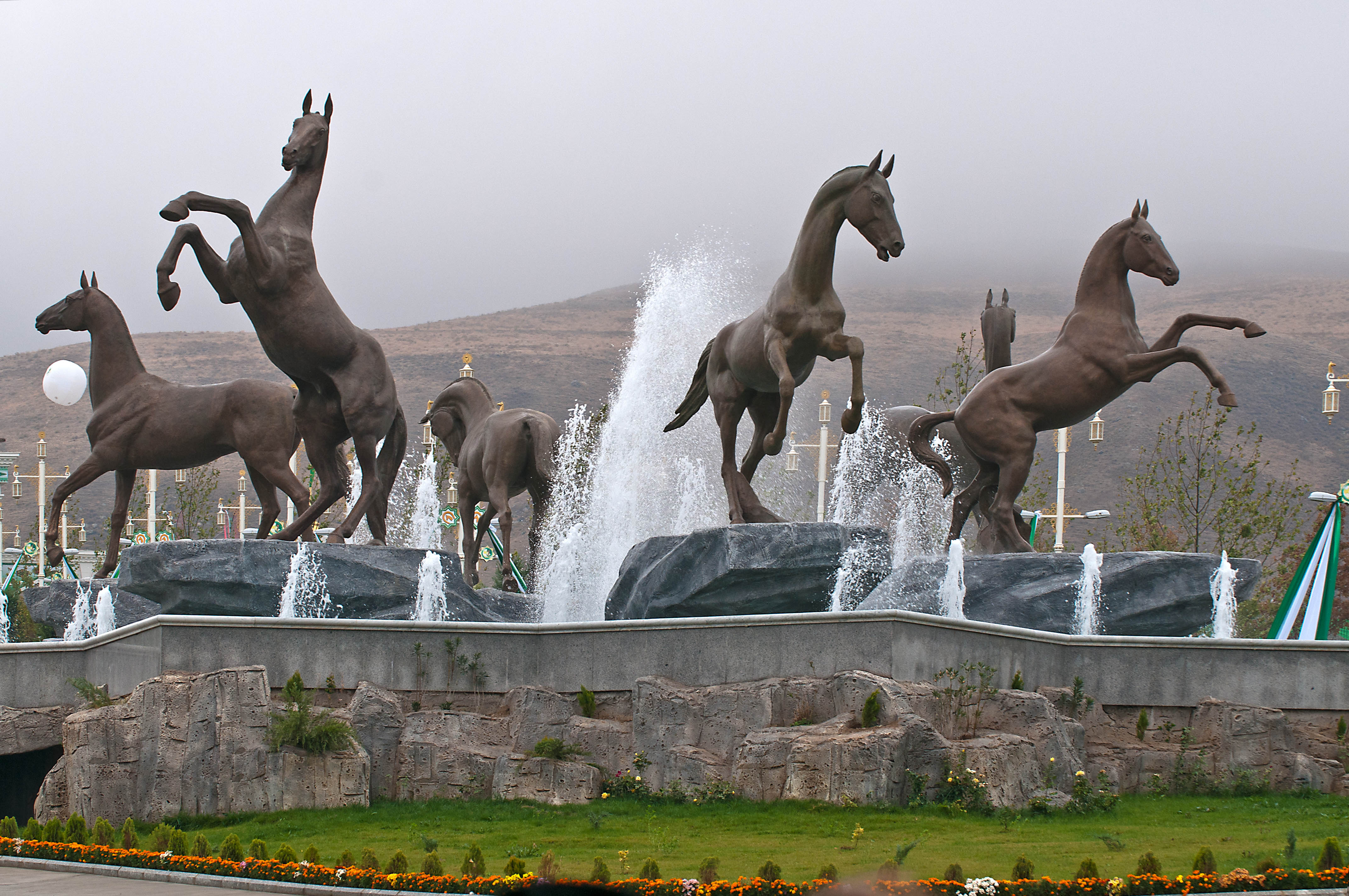
克孜勒阿尔巴特

克孜勒阿尔巴特是土庫曼斯坦西南部巴爾坎州的城市，距離首都阿什哈巴德以西220公里，海拔高度約100米，2020年人口89,582。

## 城市名称
在俄罗斯帝国统治时期的中亞鐵路建设期间，这座城市就一直被称为克孜勒阿尔瓦特（羅馬化：Kizyl-Arvat），并一直持续到苏联解体后不久。1992年，该市被更名为“克孜勒阿尔巴特”。1999年12月29日，该市再度被改名为谢尔达尔。这一称谓来自波斯语，意为领导者，以反映苏联解体后的土库曼斯坦开国总统萨帕尔穆拉特·尼亚佐夫。该名称也与现任总统谢尔达尔·别尔德穆哈梅多夫的名字相同，但两者并无除此之外的关系。2022年11月9日，土库曼斯坦议会宣布经投票表决，该市恢复使用1992~1999年间的称谓，改回“克孜勒阿尔巴特”，并同时将所在区改名为克孜勒阿尔巴特区。